# Agrotis mirifica
Agrotis mirifica är en fjärilsart som beskrevs av Wagner 1913. Agrotis mirifica ingår i släktet Agrotis och familjen nattflyn. Inga underarter finns listade i Catalogue of Life.